# Crotalaria macrocalyx
Crotalaria macrocalyx är en ärtväxtart som beskrevs av George Bentham. Crotalaria macrocalyx ingår i släktet sunnhampor, och familjen ärtväxter. Inga underarter finns listade i Catalogue of Life.